# Němčice nad Hanou
Němčice nad Hanou är en stad i Tjeckien.   Den ligger i regionen Olomouc, i den östra delen av landet, 220 km öster om huvudstaden Prag. Němčice nad Hanou ligger 204 meter över havet och antalet invånare är 2 095.
Terrängen runt Němčice nad Hanou är platt. Runt Němčice nad Hanou är det ganska tätbefolkat, med 70 invånare per kvadratkilometer. Närmaste större samhälle är Prostějov, 16,0 km norr om Němčice nad Hanou. Trakten runt Němčice nad Hanou består till största delen av jordbruksmark.